# هند در جنگ جهانی دوم

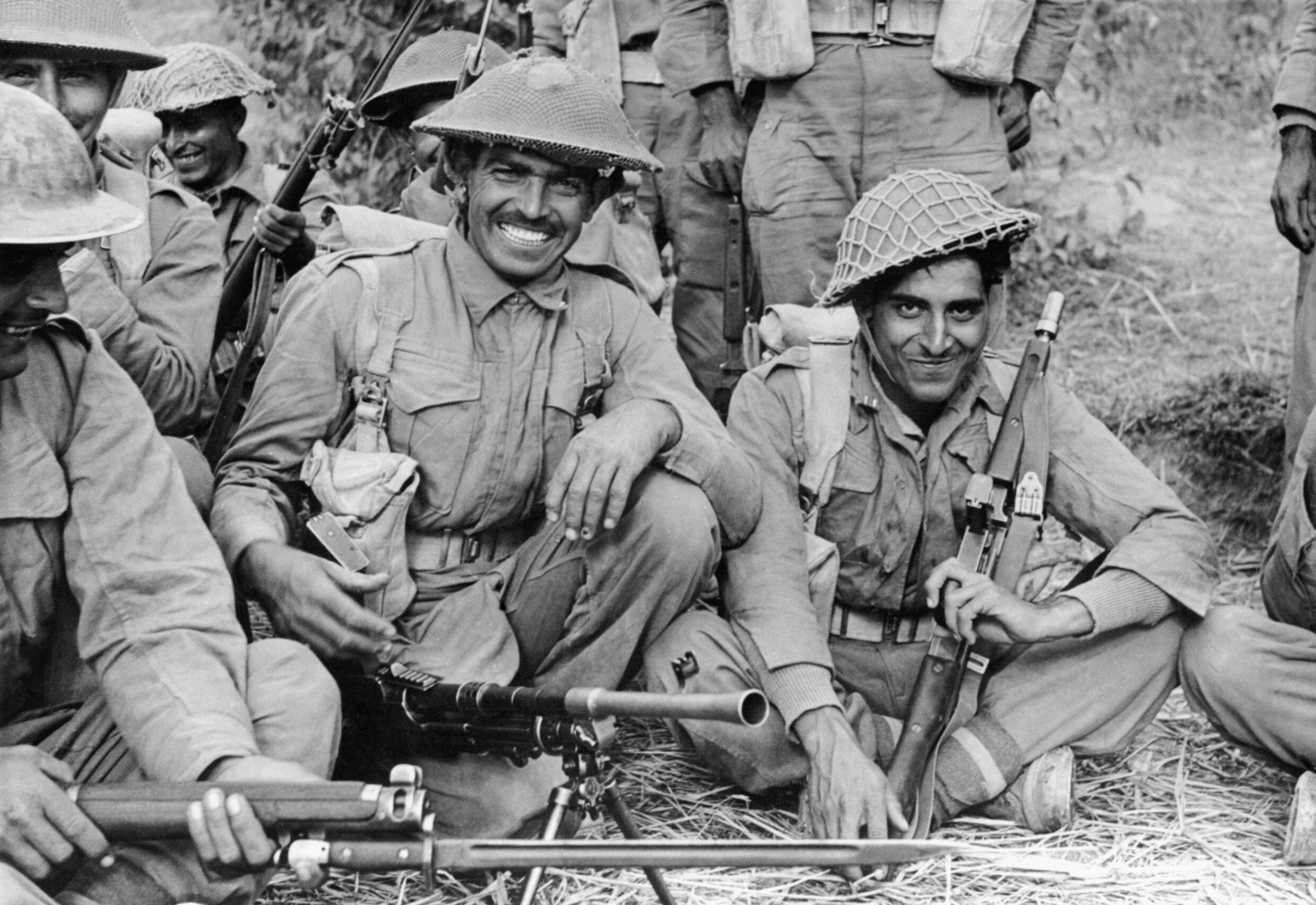
پیاده‌نظام هند (هنگ ۷ رجپوت) در حال رفتن به گشت‌زنی در نبرد اراکان ۱۹۴۲–۱۹۴۳ در برمه

در دوران جنگ جهانی دوم (۱۹۳۹–۱۹۴۵)، هند توسط امپراتوری بریتانیا اداره می‌شد. با تسلط کامل بریتانیا در زمین‌های هند که شامل پانصد سال خودمختاری ایالت پرینسلی توسط راج بریتانیا نیز بود، همزمان با اعلام جنگ علیه آلمان نازی در سپتامبر ۱۹۳۹ شد. راج بریتانیا به عنوان بخشی از متفقین جنگ جهانی دوم بیش از دو و نیم میلیون سرباز زیر نظر انگلیس برای جنگ علیه نیروهای محور فرستاد. دولت انگلیس میلیاردها پوند قرض گرفت تا بتوانند اقتصاد و بخش مالی جنگ را پشتیبانی کند. هند همچنین نقش اساسی در عملیات امریکایی‌ها در پشتیبانی چین در جبهه چین برمه و هند ایفا نمود.
هندی‌ها در نقاط مختلف جهان جنگیده‌اند از جمله جنگ دوم اروپا علیه آلمان، شمال آفریقا علیه آلمان و ایتالیا که به نبرد شمال آفریقا معروف است، در حوالی آسیای جنوبی در دفاع هند علیه ژاپنی‌ها و جنگ ژاپنی‌ها در برمه. هندی‌ها همچنین به انگلیس در استعمار سنگاپور و هنگ کنگ بعد از محاصره در اگوست ۱۹۴۵ نیز کمک کرده‌اند. بیش از ۸۷۰۰۰ سرباز هندی (شامل کسانی در پاکستان، نپال و بنگلادش امروزی که قبلاً جزو هند بوده‌اند) در جنگ جهانی دوم کشته شدند. کلود آوچینلک فرمانده کل قوای ارتش هند گفته انگلیسی‌ها اگر ارتش هند را نداشتند نمی‌توانستند از دو جنگ جهانی اول و دوم عبور کنند.
کنگره ملی هند به رهبری ماهاتما گاندی، والابای پاتل و ابوالکلام آزاد آلمان نازی را محکوم نموده ولی اعلام کردند تا وقتی که هند مستقل اعلام گردد با آن کشور و هیچ کشور دیگری نخواهند جنگید. کنگره اعلام استقلال هند را در اگوست ۱۹۴۲ اعلام کرد و تا به رسمیت شناختن استقلال کشور، هرگونه همکاری با دولت را رد کرد. البته دولت هنوز برای این کار آماده نبود. فوراً بیش از ۶۰۰۰۰ نفر از شخصیت‌های ملی و محلی و رهبران کنگره دستگیر شدند؛ و رهبران کلیدی در زندان نگاه داشته شدند. گاندی در می ۱۹۴۴ به دلیل به خطر افتادن سلامتی‌اش آزاد شد اما این وضعیت تا ژوئن ۱۹۴۵ ادامه داشت.